# DS 4
La DS 4 è un'automobile di segmento C prodotta dalla casa automobilistica francese Citroën dal 2011 alla fine del 2014. Dall'inizio del 2011 al 2015 
venne venduta come Citroën DS4 per poi, venire commercializzata nella gamma del marchio DS Automobiles e con la sigla DS 4 come denominazione ufficiale. Dal 2021 è in produzione la seconda generazione di questo modello.

## Storia
Questa vettura nacque come Citroën DS4 prendendo ispirazione dalla concept car High Rider del 2010, in pratica un prototipo quasi definitivo della futura berlina di segmento C recante il marchio del double chevron. La storia della vettura si articola in due generazioni di modelli prodotte a partire dal 2011, con una pausa di tre anni avutasi tra il 2018 quando cessò la produzione della prima generazione fino al 2021, quando invece venne lanciata sul mercato la seconda. A metà della carriera commerciale della prima generazione, in occasione del restyling del 2015, il modello nato sotto il marchio Citroën venne aggregato al neonato marchio DS, con cui la vettura viene dal quel momento commercializzata e rinominata DS4.
In ogni caso, si tratta di due modelli dalla stile e dai contenuti decisamente ricercati, sia per richiamare la storica Citroën DS prodotta nel dopoguerra durante il boom economico, sia per permettere alla Citroën stessa di scrollarsi di dosso quell'immagine che la voleva capace esclusivamente di costruire vetture oneste, magari anche interessanti sul piano tecnico e/o stilistico, ma nel complesso poco intriganti per quella clientela più snob, abituata invece ad acquistare vetture tedesche.
La prima generazione aveva uno stile distaccato da quello di una normale berlina a due volumi di segmento C, in quanto la sua elevata altezza da terra, quasi da SUV, la avvicinava molto di più ad una crossover. La seconda generazione vide un cambio di rotta, proponendo linee e forme più vicine a quelle di una berlina di segmento C, sia pur mantenendo un certo livello di sofisticatezza sul piano del design e dei contenuti.

## Galleria d'immagini
| Citroën DS 4 | DS 4 Mk1  | DS 4 Mk2 |
| ------------ | --------- | -------- |
|              |           |          |
|              |           |          |
| 2011-2015    | 2015-2018 | dal 2021 |